# Вопросы авторского права YouTube
Любой интернет-пользователь, имеющий Google-аккаунт, как правило, в состоянии загрузить видео на видеохостинг потокового видео YouTube независимо от участия в процессе создания загружаемого видеоролика. Если загружающий видео пользователь включил монетизацию своего YouTube-канала, он имеет возможность заработать на сервисе и после выводить средства на свой счёт.

## Контекст
Согласно законам об авторском праве и лицензии YouTube, при создании человеком оригинального произведения, фиксируемого на физическом носителе, автор автоматически становится владельцем авторских прав на свою работу. Владелец имеет исключительное право на использование произведения в определённых, конкретных способах.
YouTube разработал автоматизированную систему, которая сканирует загружаемые видео сравнивая с базой медиа-контента хостинга, представленного системой Content ID.
Если аудио-визуальное содержимое загруженного на сервис видео не проходит проверку системой, YouTube выдаёт уведомление об авторских правах с указанием на то, что в видео был использован контент третьих лиц.
Когда это происходит, результатом может стать подача заявления с жалобой первоначального правообладателя содержимого или удаление контента с YouTube.

## Противоречия добросовестного использования (2015—2016)
Возмущения многих пользователей YouTube возникли в конце 2015 года из-за несправедливого, по их мнению, удаления некоторых видео с YouTube и даже целых каналов, основанные на якобы нарушениях авторских прав, многие из которых после этого были признаны ошибочными. Не учитывалась принятая в США практика добросовестного использования. Больше всего споров разгорелось, когда с YouTube 9 ноября 2015 года была удалена видео-рецензия на фильм Cool Cat Saves the Kids с канала I Hate Everything. Удалялись и видео крупных каналов, таких как Channel Awesome и Markiplier. I Hate Everything и ряд других каналов были о вовсе удалены из YouTube целиком: жалобы пользователей стали появляться как на самом видеохостинге, так и в социальной сети Твиттер.
Канал I Hate Everything  позже был восстановлен на YouTube. 26 февраля 2016 года генеральный директор компании Сьюзен Воджиски отреагировала на дискуссию в Твиттере, написав: «Спасибо сообществу @YouTube за все ваши отзывы. Мы слушаем».